# Уест Пойнт (Юта)
Вижте пояснителната страница за други значения на Уест Пойнт.
Уест Пойнт (на английски: West Point) е град в окръг Дейвис, щата Юта, САЩ. Уест Пойнт е с население от 6033 жители (2000) и обща площ от 18,7 km². Намира се на 1315 m надморска височина. ЗИП кодът му е 84015, а телефонният му код е 801.